# Alexandria, New South Wales
Alexandria este o suburbie în Sydney, Australia.